# کالین دیویس
کالین دیویس (به انگلیسی: Colin Davis) ‏(۲۷ سپتامبر ۱۹۲۷ - ۱۴ آوریل ۲۰۱۳) موسیقی‌دان و رهبر پیشین ارکستر سمفونیک لندن بود. وی از سال ۱۹۵۷ میلادی دستیار رهبر ارکستر سمفونیک اسکاتلند بود و از آن پس پنج سال رهبر ارکستر سمفونیک بی‌بی‌سی، پانزده سال رئیس رویال اپرا هاووس، همزمان رهبر ارکستر رادیو باواریا، چند سال بعد رهبر ارکستر درسدن و از سال ۱۹۹۰ میلادی رهبر افتخاری ارکستر سمفونیک لندن بود که این سمت را تا زمانی که بیماری‌اش حفظ کرد. او در سال ۱۹۶۴ میلادی با شمسی نائینی، در ایران ازدواج کرد.ماحصل این ازدواج پنج فرزند با اسامی ایرانی میباشد بنامهای کاووس،کوروش،یلدا،شیدا و فرهاد.
هوشنگ ابتهاج در کتاب خاطرات خود گفته است: «اسم یلدا و شیدا رو آلما [همسر ابتهاج] برای بچه‌شون انتخاب کرد. اسم مسلمونی خودشو هم «سهراب» گذاشته؛ سهراب کالین دیویس.

## جوایز
دیویس موفق به کسب رتبه امپراتوری بریتانیا در سال ۱۹۶۵ میلادی و لقب شوالیه در ۱۹۸۰ میلادی شد. وی در سال ۲۰۰۲ میلادی برای ساخت بهترین آلبوم موسیقی کلاسیک، برندهٔ جایزه گرمی شد.